# میلن (ویسکانسین)
میلن، ویسکانسین  (به انگلیسی: Mellen) شهری در شهرستان اشلند ایالت ویسکانسین است که در سال ۱۹۰۷ بنیان‌گذاری شده‌است. این شهر طبق سرشماری سال ۲۰۱۰ میلادی ۷۳۱ نفر جمعیت داشته‌است.

## نگارخانه

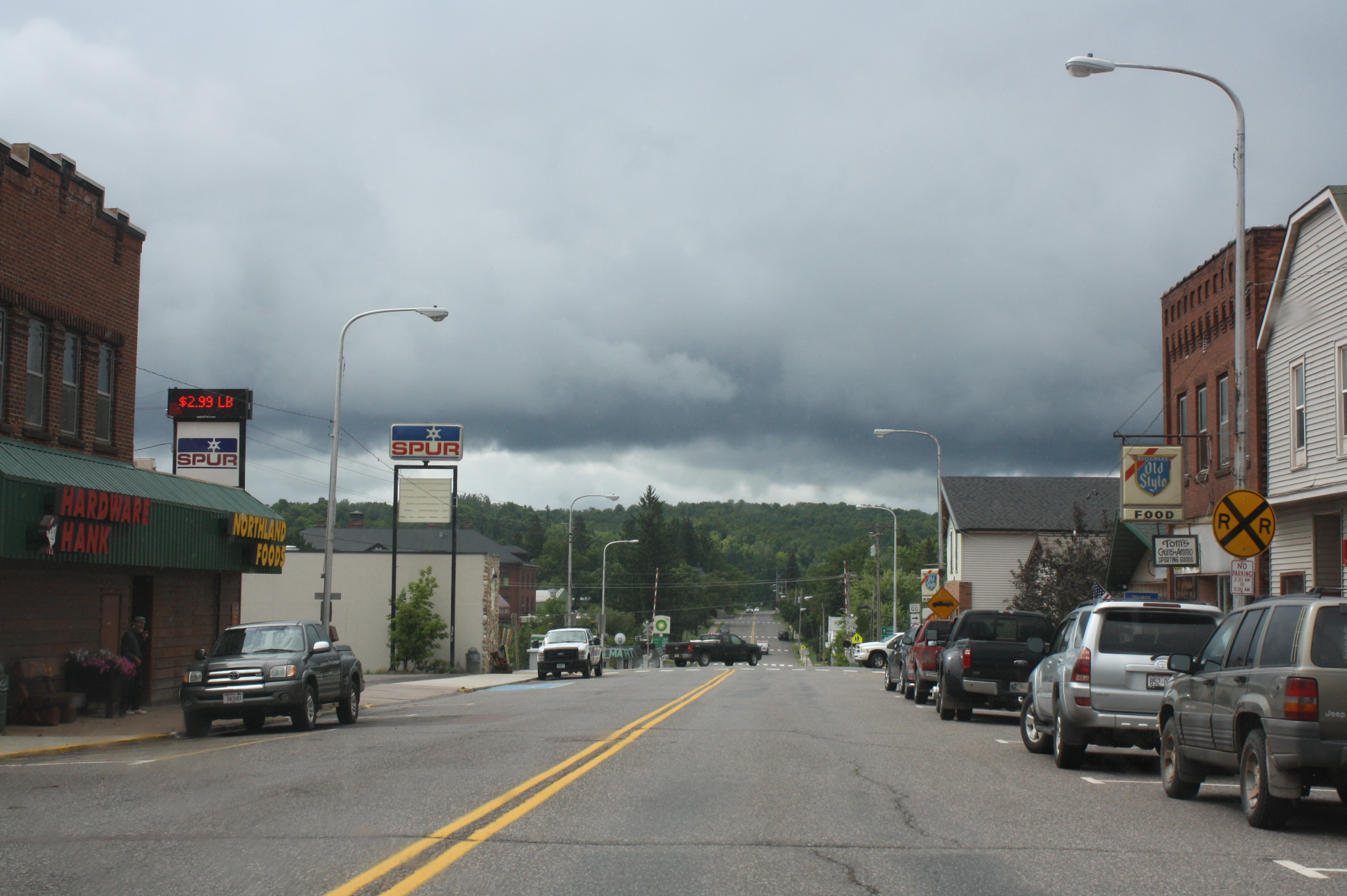
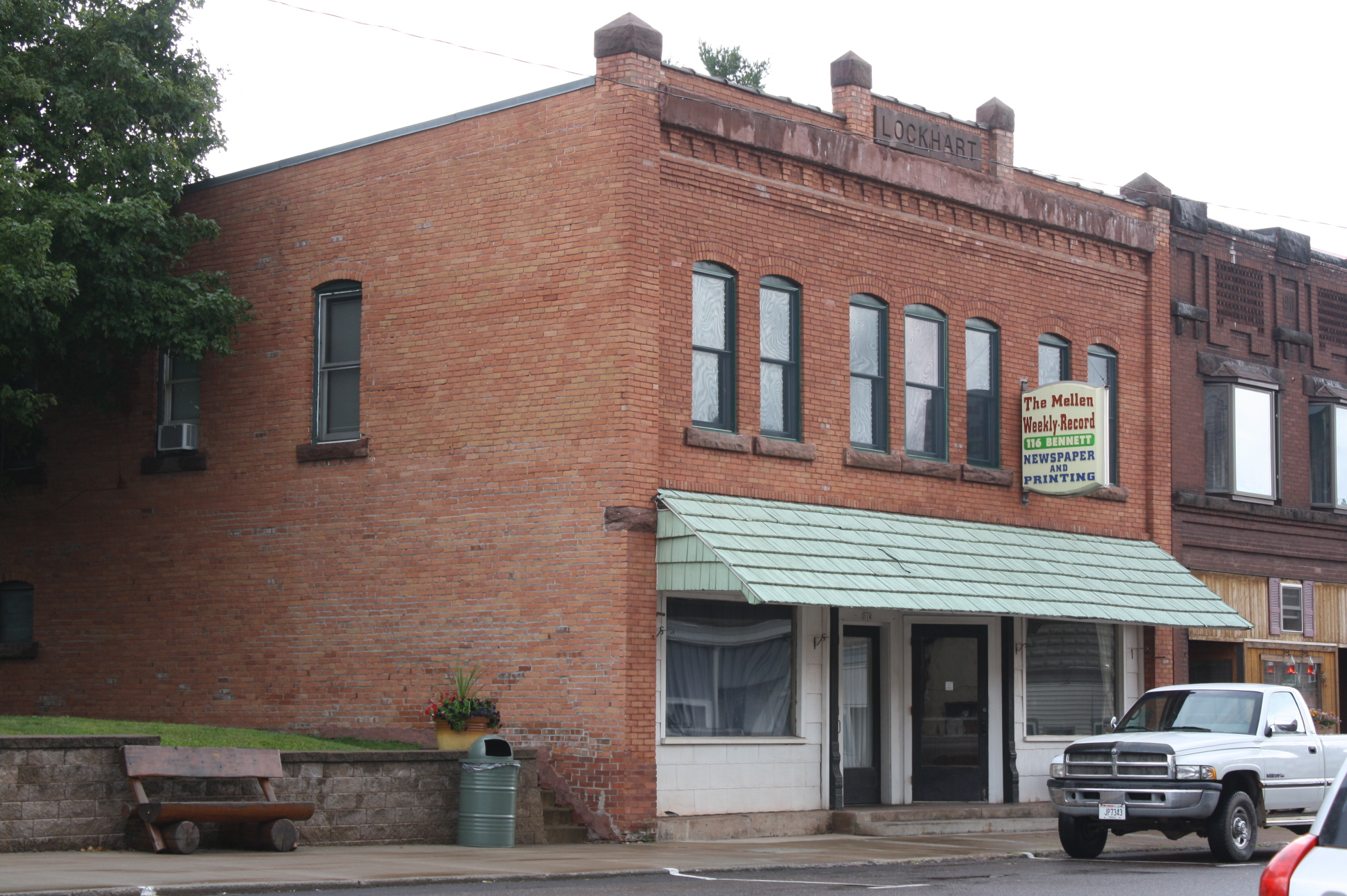
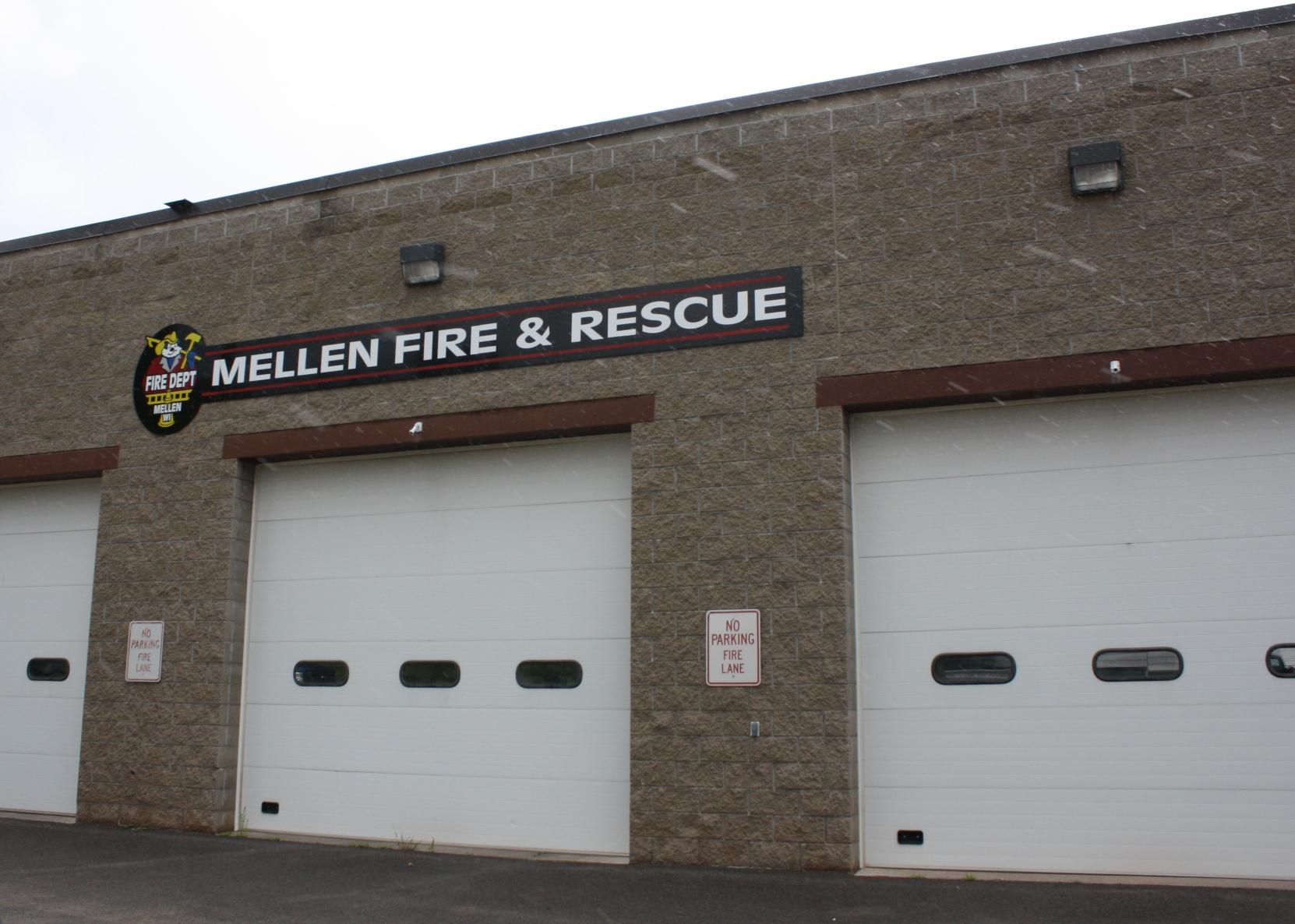
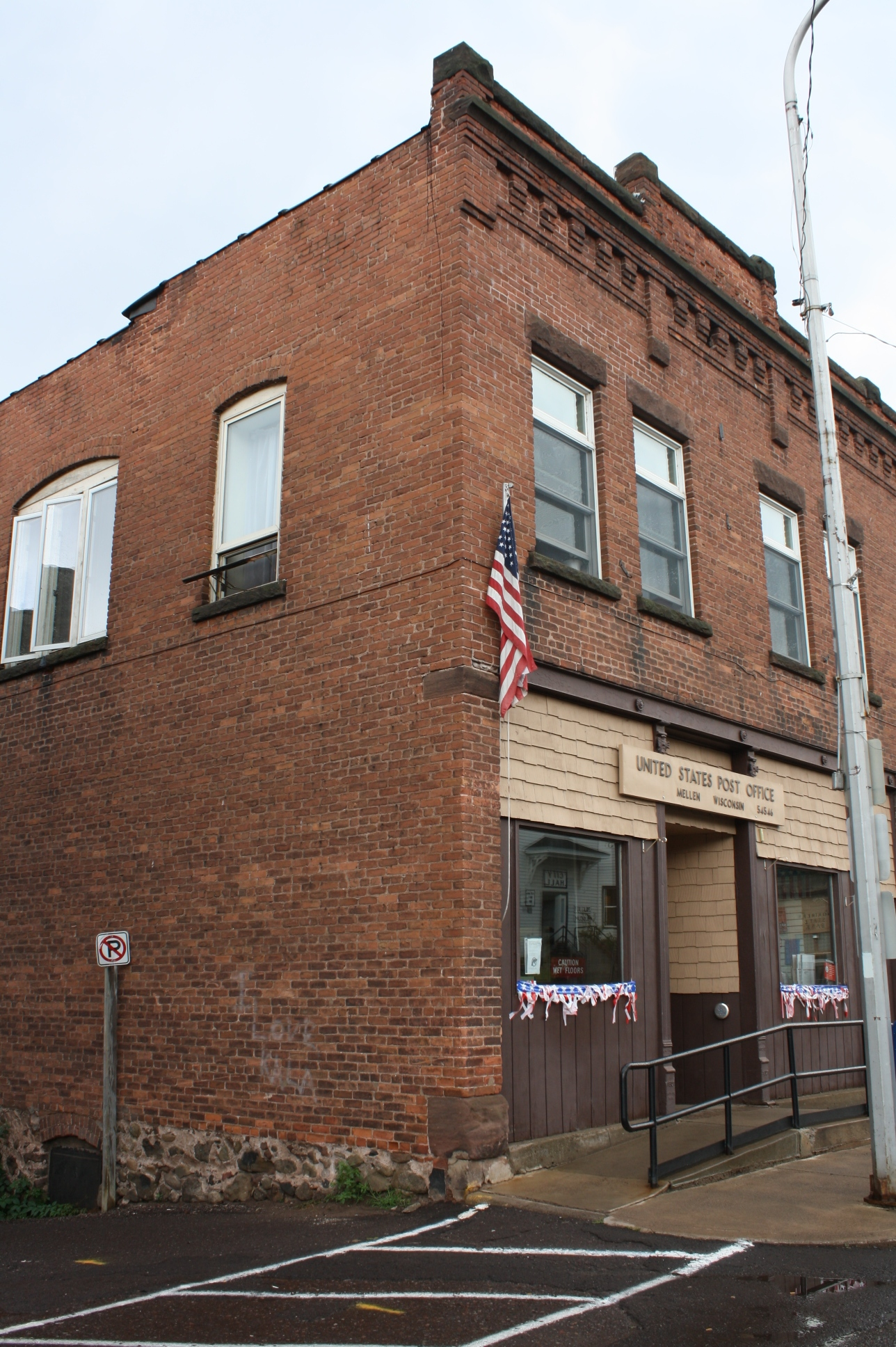
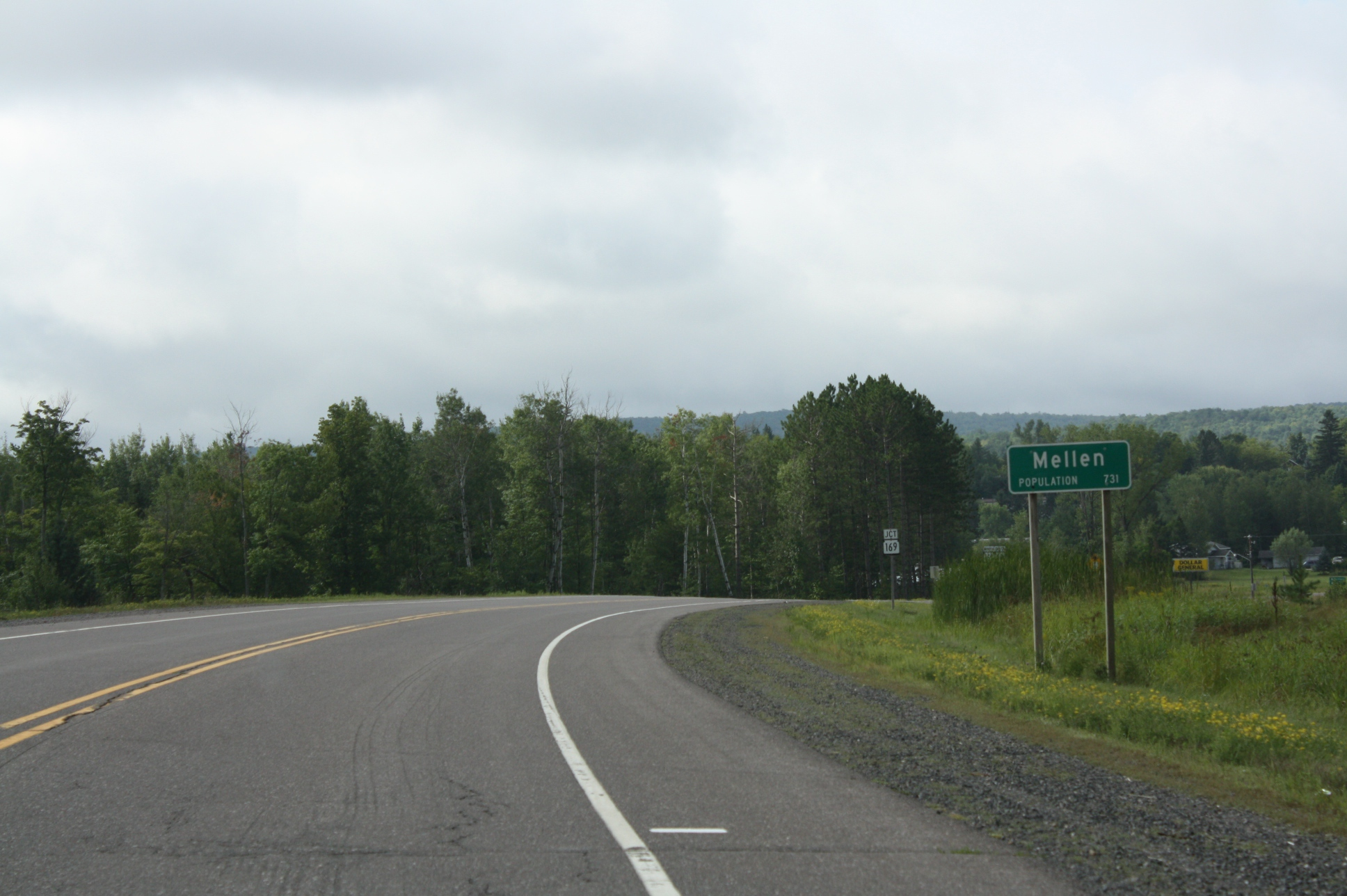
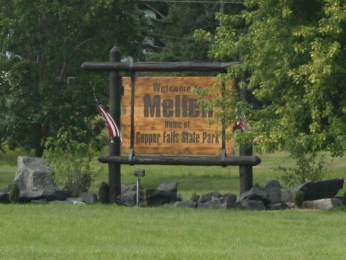
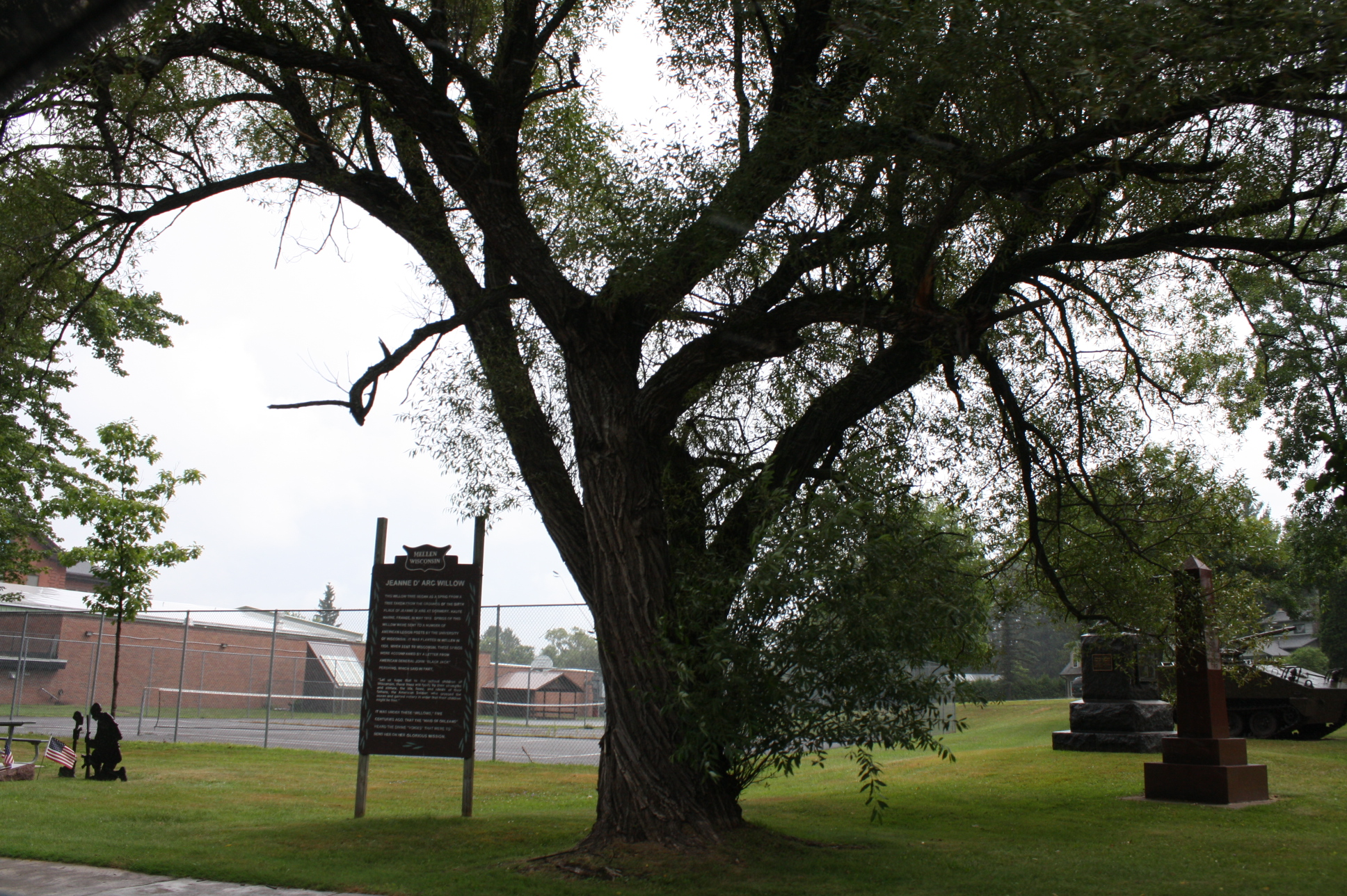